# Berwick (contea di Columbia, Pennsylvania)
Berwick è un comune (borough) degli Stati Uniti d'America, situato nello stato della Pennsylvania, diviso tra la contea di Columbia e la contea di Luzerne.
L'abitato sorge lungo le rive del fiume Susquehanna e dista circa due ore di auto da Filadelfia.

## Storia

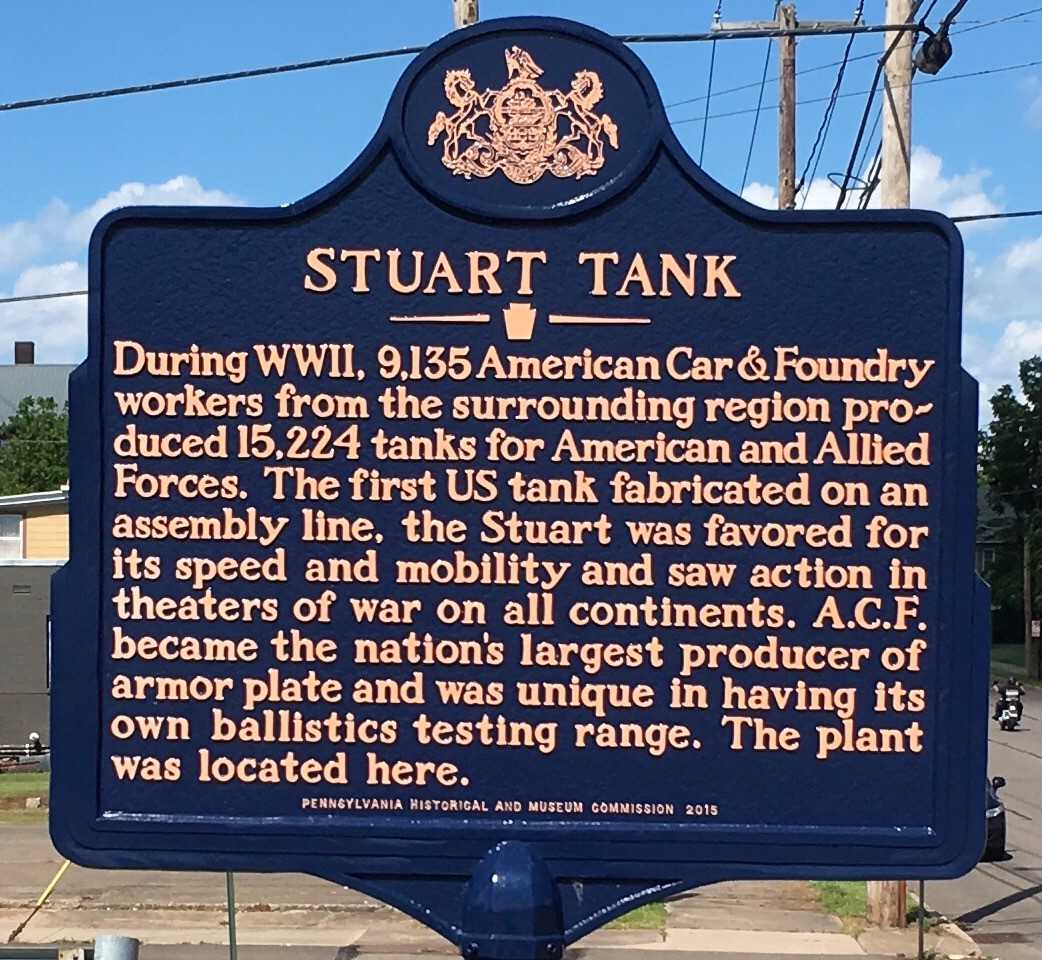
La targa commemorativa della American Car Foundry Co.

Il nucleo originario dell'insediamento venne impiantato su finire del XVIII secolo da coloni inglesi, decisi a stabilirsi alla foce del Nescopeck Creek.
La vicinanza con il fiume diede all'insediamento un importante vantaggio nello sviluppo industriale e, conseguentemente, in quello dei trasporti e dei servizi.
Nei primi anni del '900 la cittadina divenne sede della American Car & Foundry Company, specializzata nella produzione di carrozze ferroviarie, divenuta poi celebre per la produzione di carri armati durante la Seconda guerra mondiale.
Il distretto industriale è stato, successivamente, riqualificato e riammodernato.